# Kasipalayam (E)
Kasipalayam (E) là một thị xã panchayat của quận Erode thuộc bang Tamil Nadu, Ấn Độ.

## Nhân khẩu
Theo điều tra dân số năm 2001 của Ấn Độ, Kasipalayam (E) có dân số 52.500 người. Phái nam chiếm 51% tổng số dân và phái nữ chiếm 49%. Kasipalayam (E) có tỷ lệ 75% biết đọc biết viết, cao hơn tỷ lệ trung bình toàn quốc là 59,5%: tỷ lệ cho phái nam là 81%, và tỷ lệ cho phái nữ là 69%. Tại Kasipalayam (E), 9% dân số nhỏ hơn 6 tuổi.